# Monasterio de Blagnac
El monasterio de Notre-Dame-des-sept-Douleurs de Blagnac, transformado en monasterio de Notre-Dame-des-sept-Douleurs y Santa Catalina de Siena, es una casa religiosa situada en Blagnac, en las afueras de Toulouse.
Fue fundado en el XIX alrededor de un castillo construido en XVII. Después de haber sido casa de monjas trapistinas primero, y de dominicas después, hoy está consagrada a la Comunidad de las Bienaventuranzas.

## Ubicaciones
El monasterio de los dominicas está compuesto de un imponente edificio conventual y una iglesia, consagrada el 18 de agosto de 1862, así como de un Château del XVII y de otras dependencias construidas en los siglos XVII  y XIX.

## Historia

### El castillo original
Jean d'Aldeguier, miembro de una familia noble de Millau, fue gran tesorero de la Generalidad de Toulouse y compró las tierras que le valieron el título de barón; construyó allí un nuevo castillo a mediados del siglo XVII. Pasando a manos de varios propietarios de la alta burguesía y de la nobleza de Toulouse, fue finalmente vendido en 1748 a Gaspard de Maniban, primer presidente del Parlamento de Toulouse. Este último, deseando convertirlo en una residencia confortable, emprendió un costoso trabajo de desarrollo. En 1810, el castillo y sus dependencias fueron vendidos al general del Imperio Jean Dominique Compans que se instaló allí. Murió allí en 1845. Siguió un tiempo en el que el castillo sirvió de escenario para fiestas galantes, lo que finalmente desembocó en la expropiación forzosa de los nuevos propietarios.

El monasterio de Blagnac
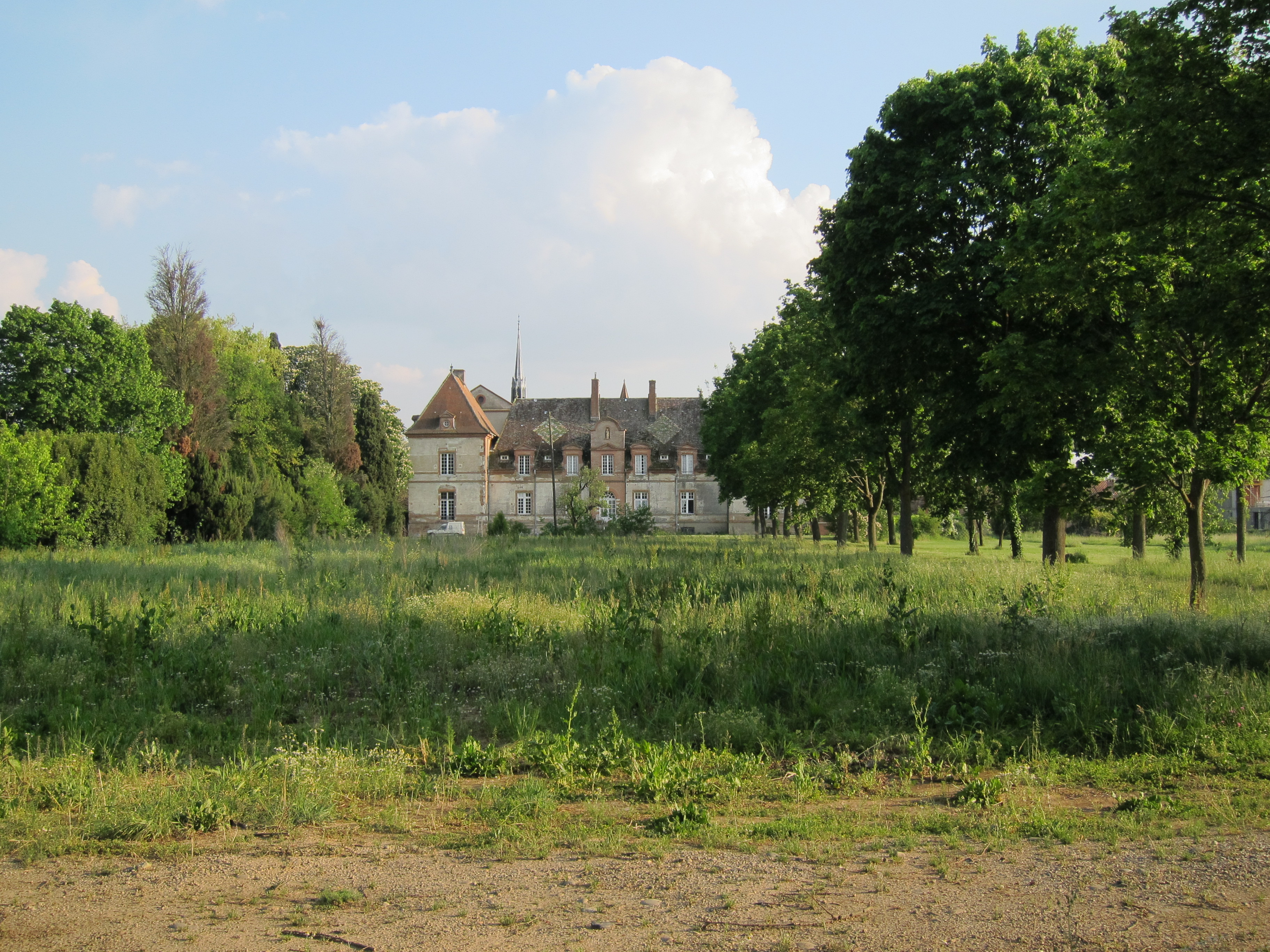
El castillo del siglo XVII, parte norte del monasterio
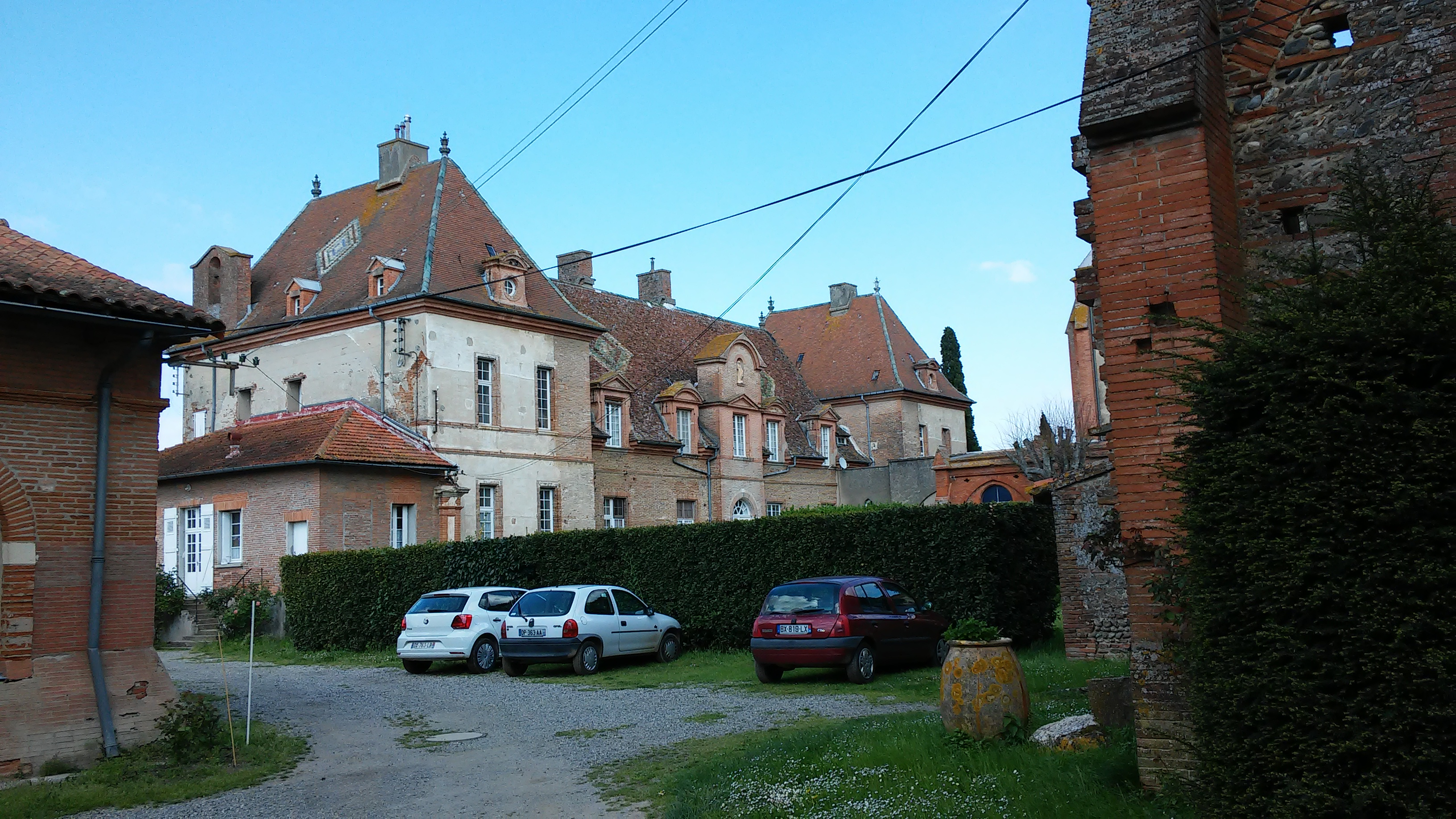
Antiguo castillo, actualmente incluido en el convento.

### La llegada de las trapistinas (1852-1939)
El castillo fue comprado en 1852 por las monjas trapistinas, que venían de la abadía de Maubec (Drôme). Entre 1860 y 1862 se construye la iglesia, luego los edificios conventuales entre la iglesia y el castillo; iniciados en 1862, nunca se terminaron.

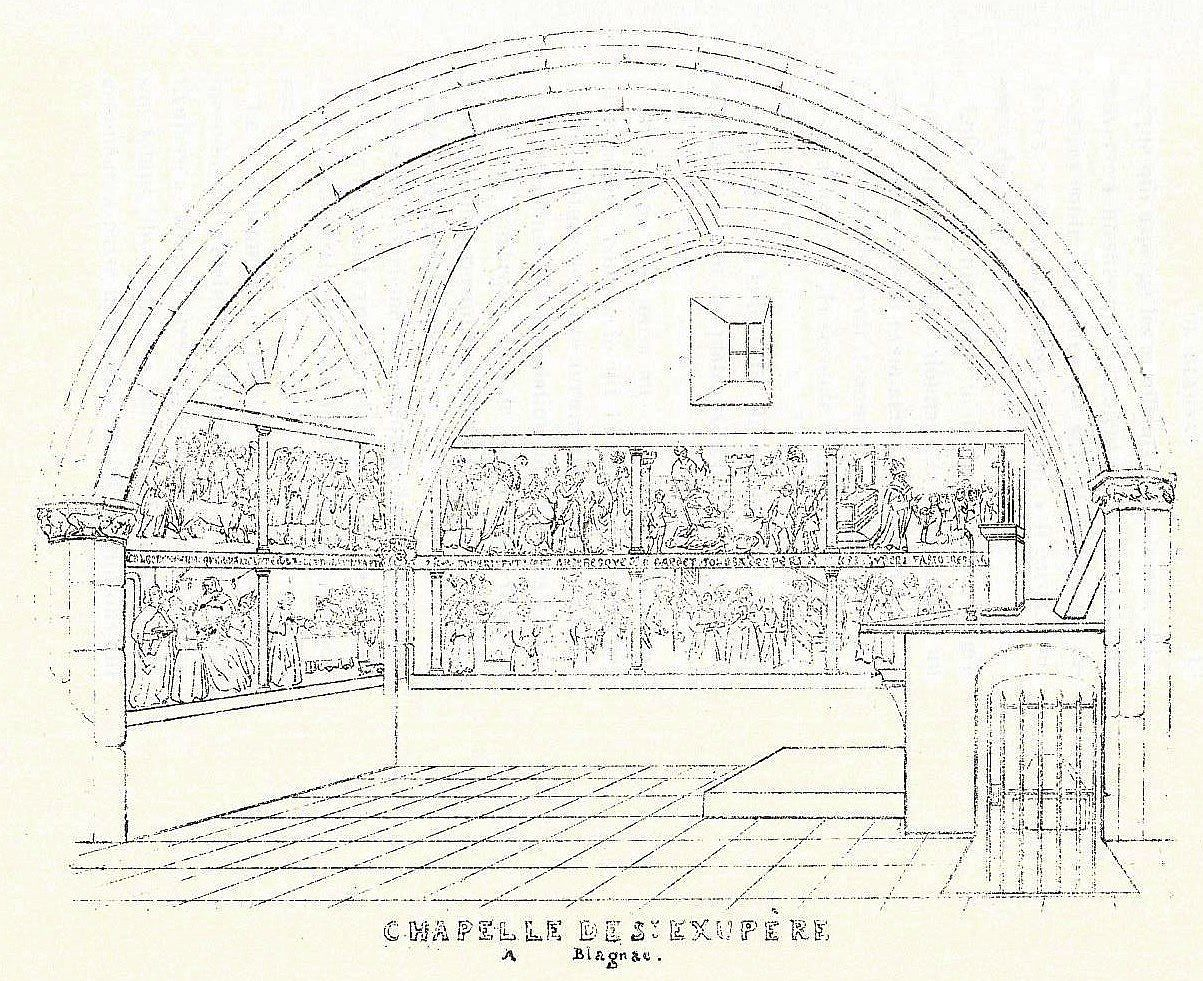
La capilla de Saint-Exupère en 1875, en el monasterio de Santa Catalina de Siena.

En 1870, las hermanas acogieron en una dependencia del monasterio, la casa de ejercitantes llamada Saint-Clément, franceses heridos a los que atendían. En una pequeña casa situada a lo largo de la carretera de Blagnac, llamada Maison Saint-Joseph, una antigua fragua del ejército, las hermanas abrieron una escuela gratuita para las niñas de Blagnac en 1854; se derrumbó en obsolescencia en 1859. La escuela se trasladó a San Benito, un gran edificio que antes servía de cuartel y que las hermanas acababan de comprar. En 1866, se abrió una escuela de pago. La escuela fue cerrada hacia 1881, porque las Hermanas de Nevers habían enviado algunas hermanas para abrir una escuela en Blagnac.

### Un hospital militar temporal
La sala capitular se convirtió en «hospital temporal nº 3 bis» durante la guerra de 1914-1918. Las cistercienses recibieron primero a los heridos, luego a los enfermos anamitas.

### La llegada de las dominicas (1939-2006)
Incómodos con la creciente urbanización de Blagnac, las trapistinas decidieron abandonar la propiedad en 1938 para ir a Gironda. Una comunidad de dominicanos los reemplazó a partir de 1939.
Durante la Segunda Guerra Mundial, el 19 de julio de 1943, la hospedería del monasterio fue requisada para ser ocupada por doscientos soldados alemanes pertenecientes a las tropas terrestres de la Luftwaffe. Se quedarán hasta el 18 de agosto de 1944. La FFI los sucedió hasta el otoño de 1945. La finca está dañada, especialmente las ventanas y vidrieras.
Después de la guerra, se llevaron a cabo trabajos de renovación. En 1946, las monjas hicieron un pedido a Louis Mazetier, un famoso pintor de vidrio que produjo frescos en vitrales y muebles para la iglesia.
Desde la década de 1950, el monasterio ha variado sus actividades: encuadernación, moldeado de estatuas, tejido, luego pasta. Una pensión se transformó luego en una casa de retiro, para asegurar la supervivencia material de la comunidad.
Desde 1987 a 2006, las dominicas comparten la tranquilidad del lugar con la comunidad de las Bienaventuranzas.

### La iglesia
Es un gran edificio de estilo neogótico en forma de L. Las pinturas murales del coro y de la nave de los fieles, el conjunto de vidrieras así como la iglesia están clasificadas en el inventario de monumentos históricos desde el 30 de abril de 2001.

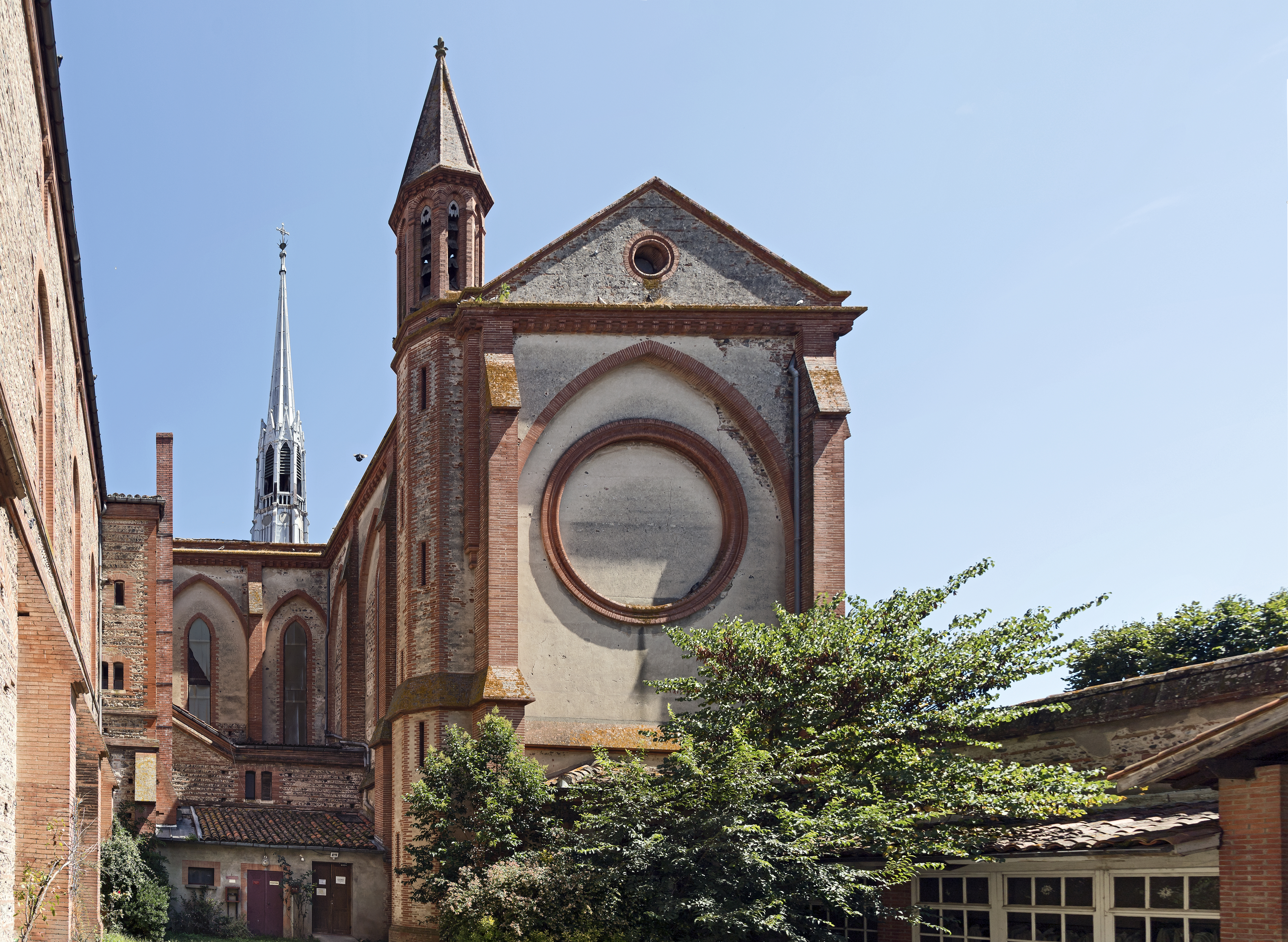
la Iglesia
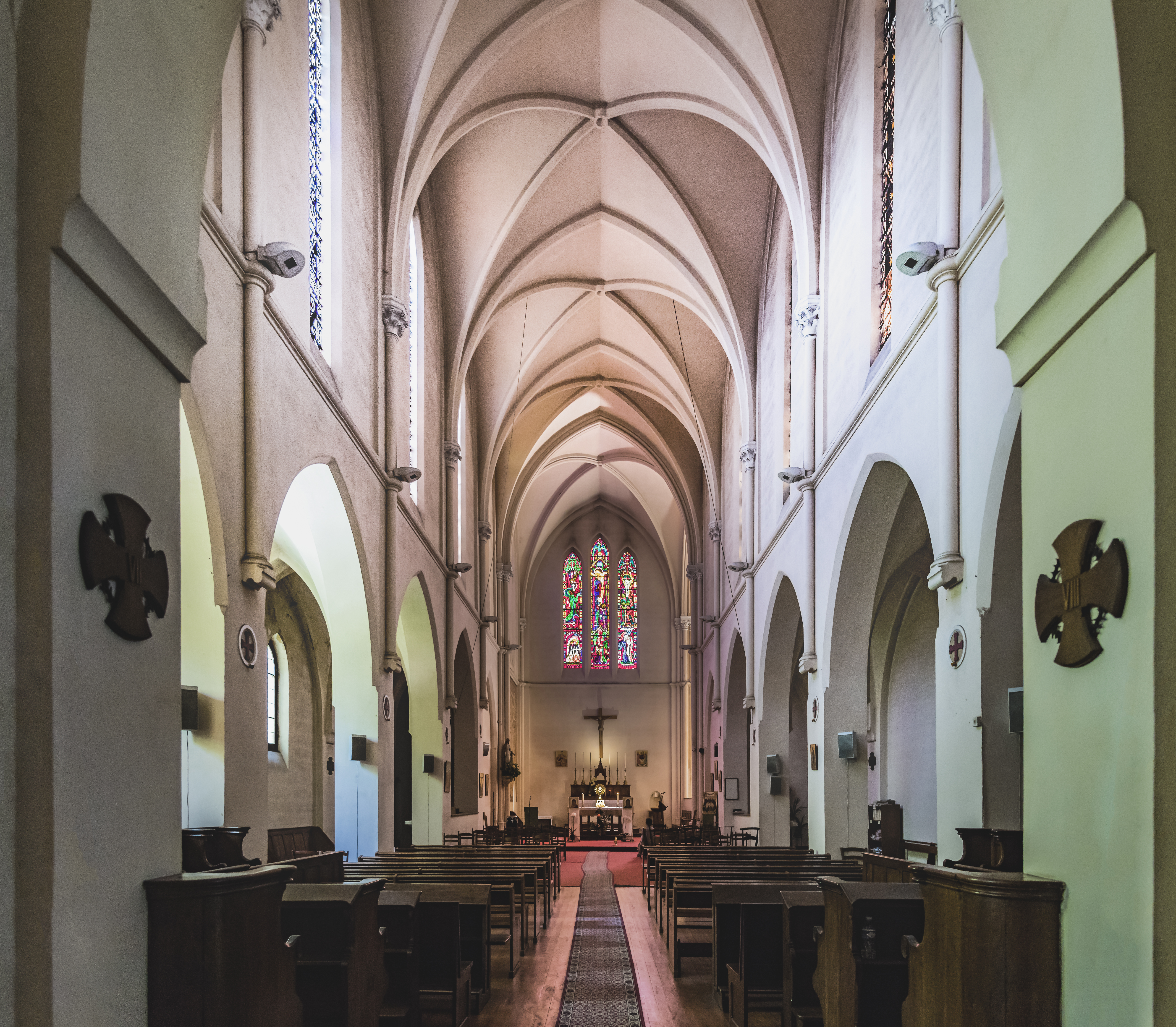
La nave y el coro
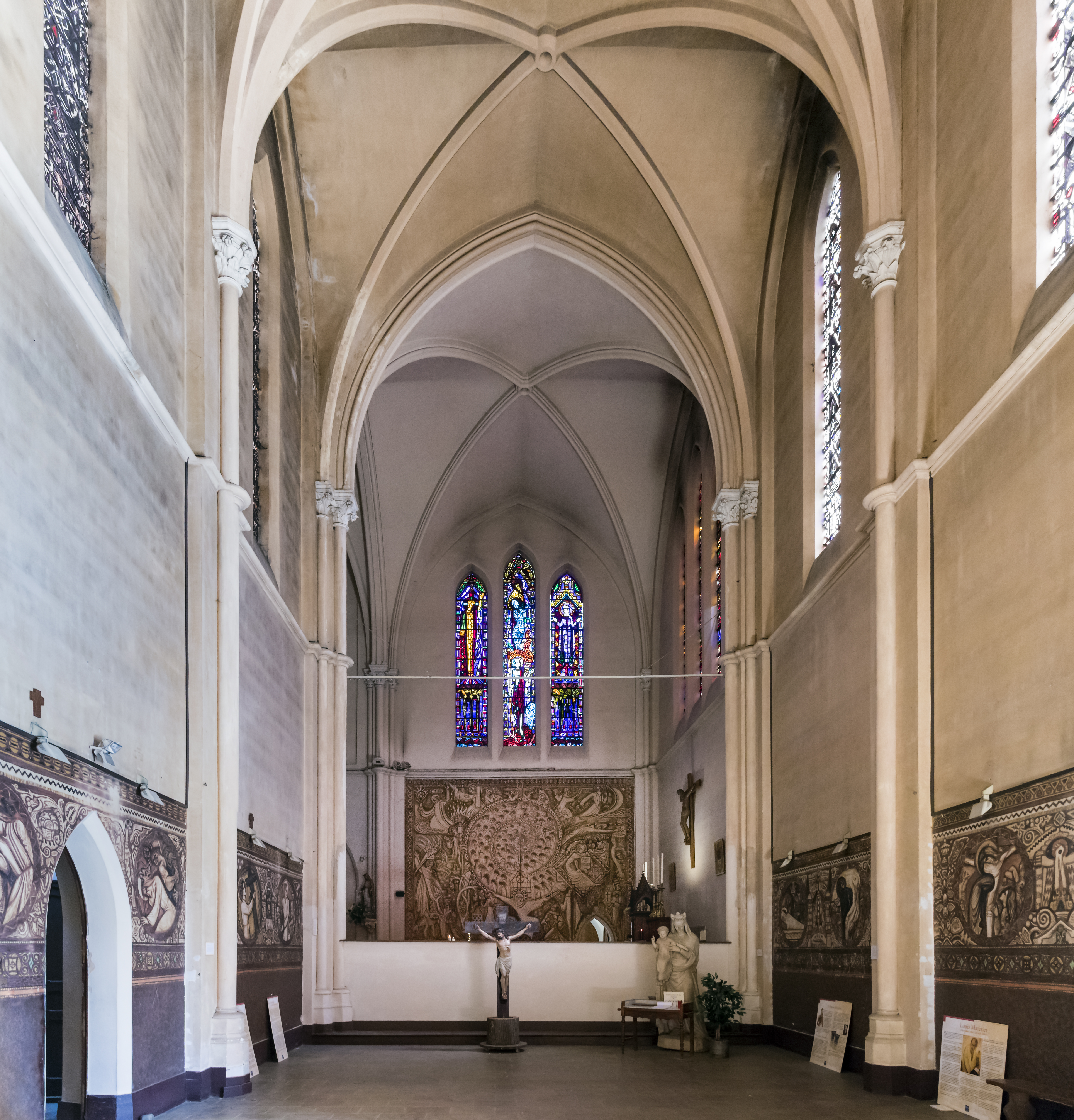
Capilla de las Estaciones de la Cruz